# Averno
Averno, egentligen Renato Ruiz Cortez, född 9 mars 1977 i Mexico City är en mexikansk fribrottare eller luchador från Mexiko. Averno wrestlar som en rudo eller heel det vill säga en ond karaktär. 

## Karriär
Averno gjorde sin debut i ringen år 1994 under namnet Rencor Latino. Hans far Rodolfo Ruíz var också fribrottare.
Averno brottades i Consejo Mundial de Lucha Libre, vanligtvis förkortat som "CMLL" mellan 1996 och 2014 där han var en av de mest framgångsrika brottarna och en ledaren av gruppen Los Hijos del Averno. Tidigare bar Averno, som många andra mexikanska fribrottare, mask men den 17 juni 2011 förlorade Averno sin mask i en mask mot mask match mot La Máscara. I maj 2014 lämnade Averno CMLL för att övergå till det rivaliserande förbundet Lucha Libre AAA Worldwide. Där är han en del av gruppen Team O.G.T. tillsammans med Super Fly och Chessman.